# Magdeburgi csatornahíd

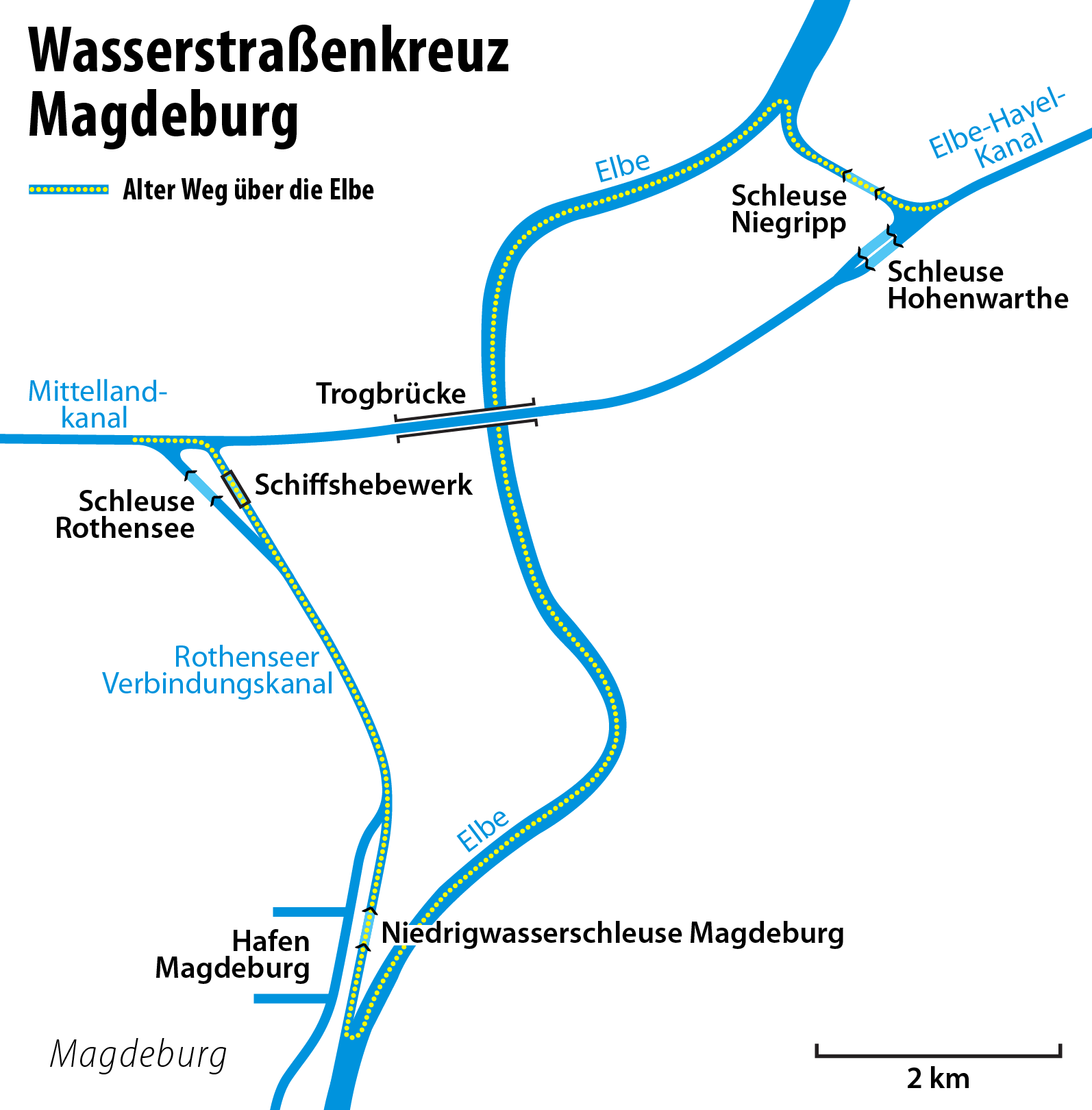
Térkép

A Magdeburgi csatornahíd (németül: Kanalbrücke Magdeburg) 918 m hosszával Európa legnagyobb csatornahídja. A vályús hídszerkezet a Mittelland-csatornát vezeti át az Elbán a 339,11-es folyókilométernél.

## Története
Az Elba-Havel-csatorna és a Mittelland-csatorna összekötésére a csatornahíd építése 1934-ben kezdődött az 1920-as évek terveinek megfelelően. Az építkezést 1942-ben a háború miatt leállították. A híd építését később nem folytatták. A híd újratervezése 1993-ban kezdődött. A vízi útkereszt tervezési jóváhagyó határozata 1996. szeptember 30-án állt rendelkezésre.
A régi alkatrészeket felrobbantották, és az 53 000 m³ betonból és vasbetonból készült építőtörmeléket építkezési létesítmények alépítményeként használták fel. A híd építésére vonatkozó szerződést 1997. december 15-én kötötték 210 millió DM-ért. Az alapkőletétel a következő év nyarán, a forgalom átadása 2003. október 10-én történt. A híd építési költsége megközelítette a 130 millió Eurót.

## Képgaléria

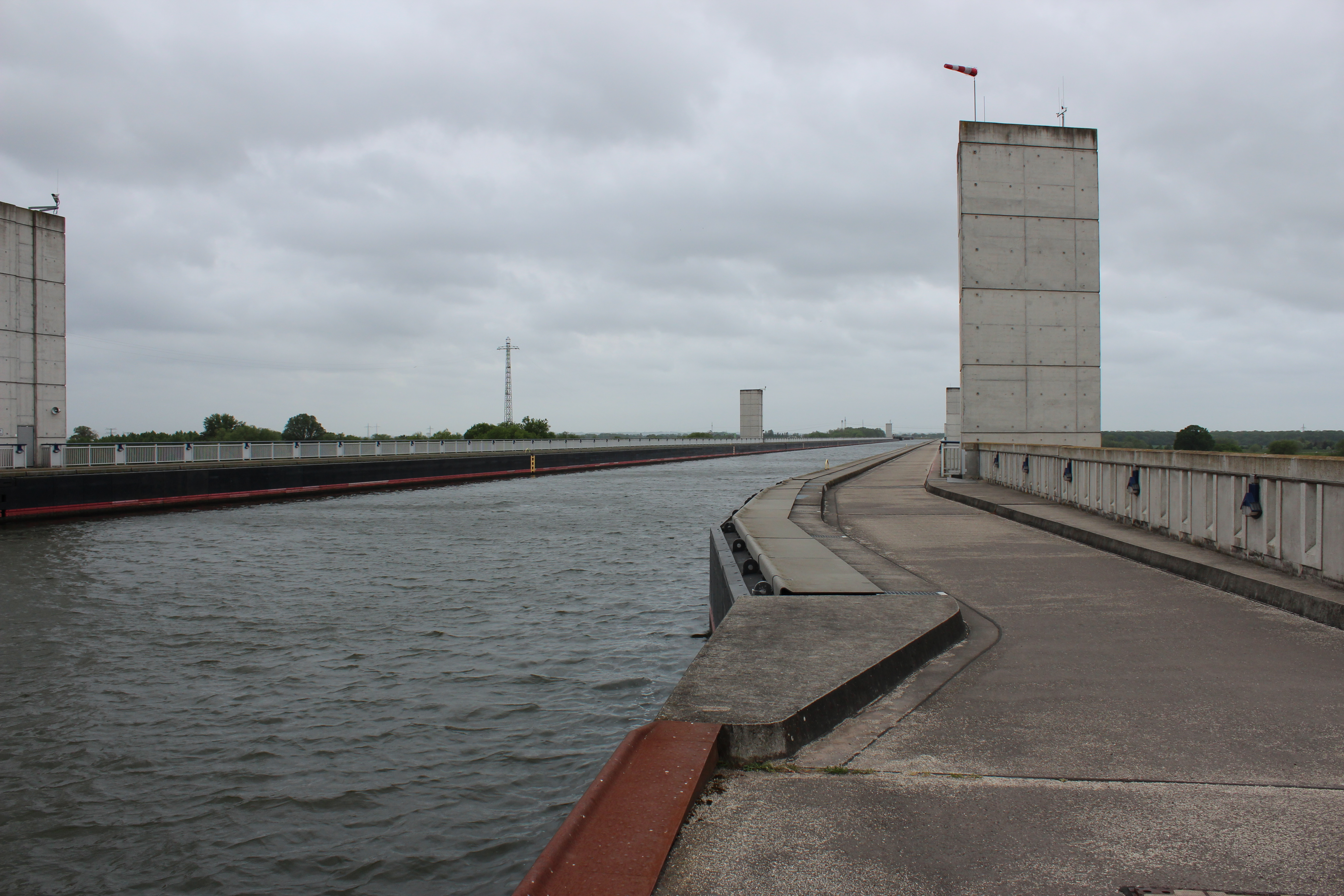
A hídon
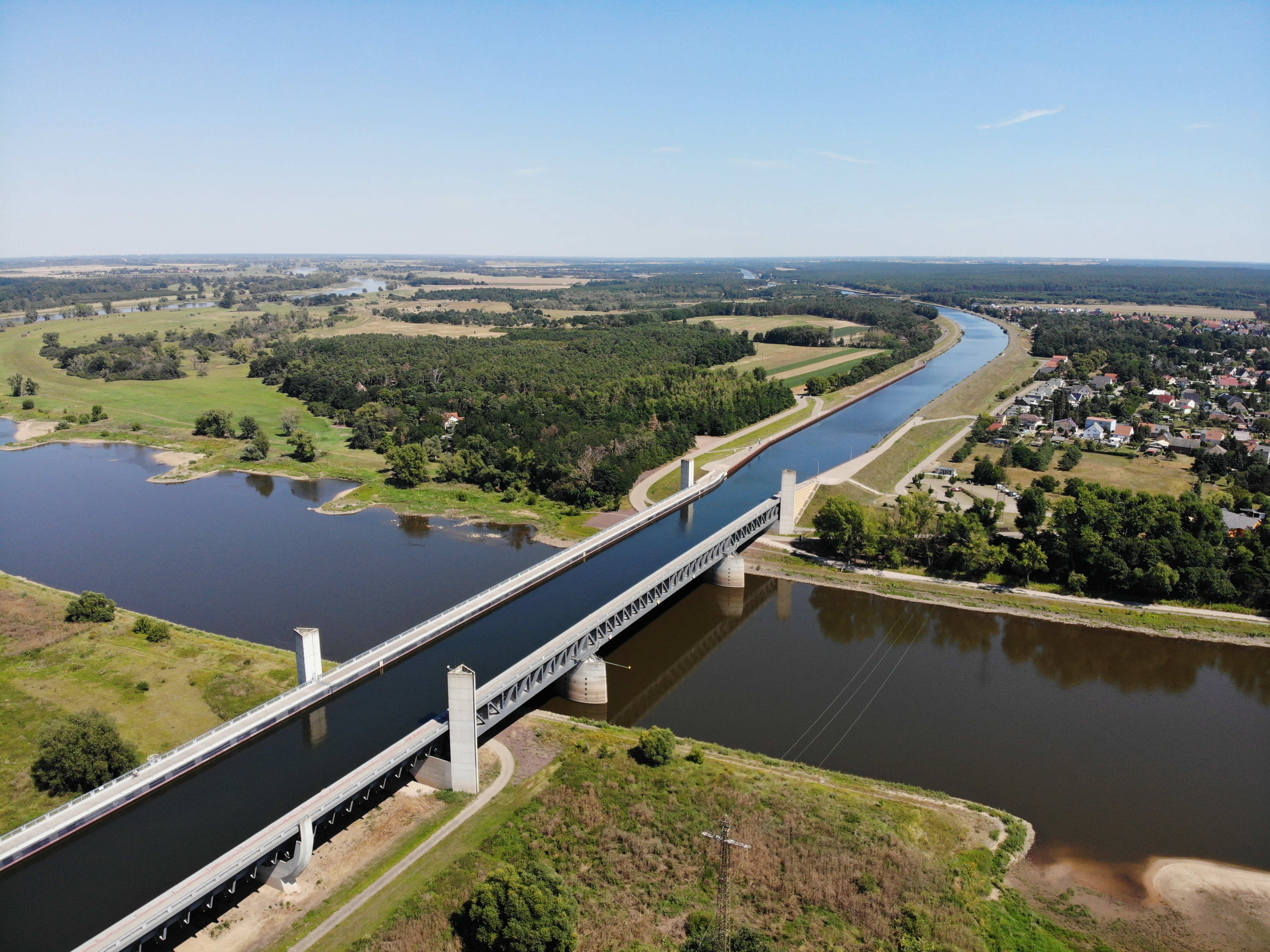
A híd

## Fordítás
- Ez a szócikk részben vagy egészben  a   Kanalbrücke Magdeburg című német Wikipédia-szócikk fordításán alapul.  Az eredeti cikk szerkesztőit annak laptörténete sorolja fel. Ez a jelzés csupán a megfogalmazás eredetét és a szerzői jogokat jelzi, nem szolgál a cikkben szereplő információk forrásmegjelöléseként.